# Массачусетс-Бей (провінція)
Увага:  Не вказане значення "common_name"
[[Категорія:Колишні держави Північної Америки|]]
Провінція Массачусетс-Бей, Провінція Массачусетської затоки (англ. Province of Massachusetts Bay) — Коронна колонія Великої Британії, що існувала на північно-східному узбережжі Північної Америки (зараз штати Массачусетс, Мен і частина Нью-Гемпшира) з 1691 по 1776 рік. Найбільша по території з тринадцяти колоній, які підписали в 1776 році Декларацію незалежності США.
Провінція була утворена хартією короля Вільгельма III і королеви Марії II шляхом злиття існуючих до цього Плімутськой колонії і Колонії Массачусетської затоки, а також провінції Мен, Нантакета, Мартас-Він'ярд і територією, знаної зараз як Нова Шотландія. Хартія набула чинності 14 травня 1692 року, а Нова Шотландія відокремилася в 1696 році. Одночасно провінція Нью-Гемпшир була відокремлена від колонії Массачусетської затоки.
У 1725 році король Георг I підписав нову хартію, яка дала колонії більше прав.
Провінція управлялася британськими губернаторами аж до 7 жовтня 1774 року. У цей день Верховний суд Массачусетса заснував Конгрес Провінції Массачусетс, що надалі призвело до війни за незалежність США. У червні 1780 року почала діяти Конституція штату Массачусетс.